# Gloria Rojas (periodista)
Gloria Rojas (1 de abril de 1939-2 de febrero de 2022) fue una periodista estadounidense. Fue una de las primeras periodistas radiales latinas en la ciudad de Nueva York, así como una de las pocas periodistas que ha trabajado para cada una de las estaciones de propiedad y operación de las cuatro principales cadenas de televisión en el área metropolitana de Nueva York.

## Primeros años y educación
Nació el 1 de abril de 1939 en el Bronx de Agustina Rojas, quien era ama de llaves y niñera, y Rafael Astolfo Rojas, quien murió cuando ella tenía 10 años. Se graduó de Hunter College High School y asistió a la Universidad Estatal de Nueva York en Albany, donde recibió un título en educación.
En 1968, se unió a un programa de verano para estudiantes de minorías, el único de su tipo en ese momento, en la Escuela de Periodismo de la Universidad de Columbia, donde más tarde estudiaría periodismo como estudiante de posgrado.

## Carrera profesional
Antes de ingresar a la televisión, Rojas era maestra de escuela que enseñaba a estudiantes de secundaria y preparatoria. En 1964, Rojas hizo su debut televisivo en la estación de televisión pública WNDT (ahora conocida como WNET) donde presentó un programa de educación bilingüe en la estación, donde su audiencia incluía audiencias de habla hispana aprendiendo inglés así como audiencias de habla inglesa aprendiendo español.
En 1968 comenzó su carrera periodística en WCBS-TV, donde trabajó como reportera en prácticas en la estación. Más tarde trabajaría en WLS-TV en Chicago y luego en WNEW-TV (ahora WNYW) en Nueva York.
En 1974 fue contratado por el director de noticias de WABC-TV, Al Primo, quien previamente había traído el formato y el título Eyewitness News a la ciudad de Nueva York. La contratación de reporteras como Rojas también contribuyó al éxito de la estación; muchas estaciones en la década de 1970 vieron una tendencia creciente de contratar reporteras y, finalmente, presentadoras de noticieros. Mientras trabajaba en la estación, también trabajó con Geraldo Rivera y Gil Noble en la copresentación de Like It Is. Rojas ayudó a impulsar la carrera de Rivera cuando le dijo que WABC estaba buscando contratar a un reportero bilingüe. Permanecería en la estación como su corresponsal en Nueva Jersey hasta 1986, cuando comenzó a trabajar para WNBC. Rojas se retiró en 1991.

## Vida posterior y muerte
En 2012 se mudó a Maryland. Más tarde publicaría una memoria ficticia titulada Fire Escapes.
Murió por complicaciones de cáncer e insuficiencia renal en un hogar de ancianos en Cambridge, Maryland, el 2 de febrero de 2022, a la edad de 82 años.